# Портленд Тімберз 2
Портленд Тімберз 2 (англ. Portland Timbers 2) — американський футбольний клуб з Портленда, Орегон, заснований у 2014 році. Виступає в USL. Домашні матчі приймає на стадіоні «Провіденс Парк», місткістю 22 000 глядачів.
Є фарм-клубом «Портленд Тімберз» та виступає у Західній конференції USL.